# Trixi Worrack

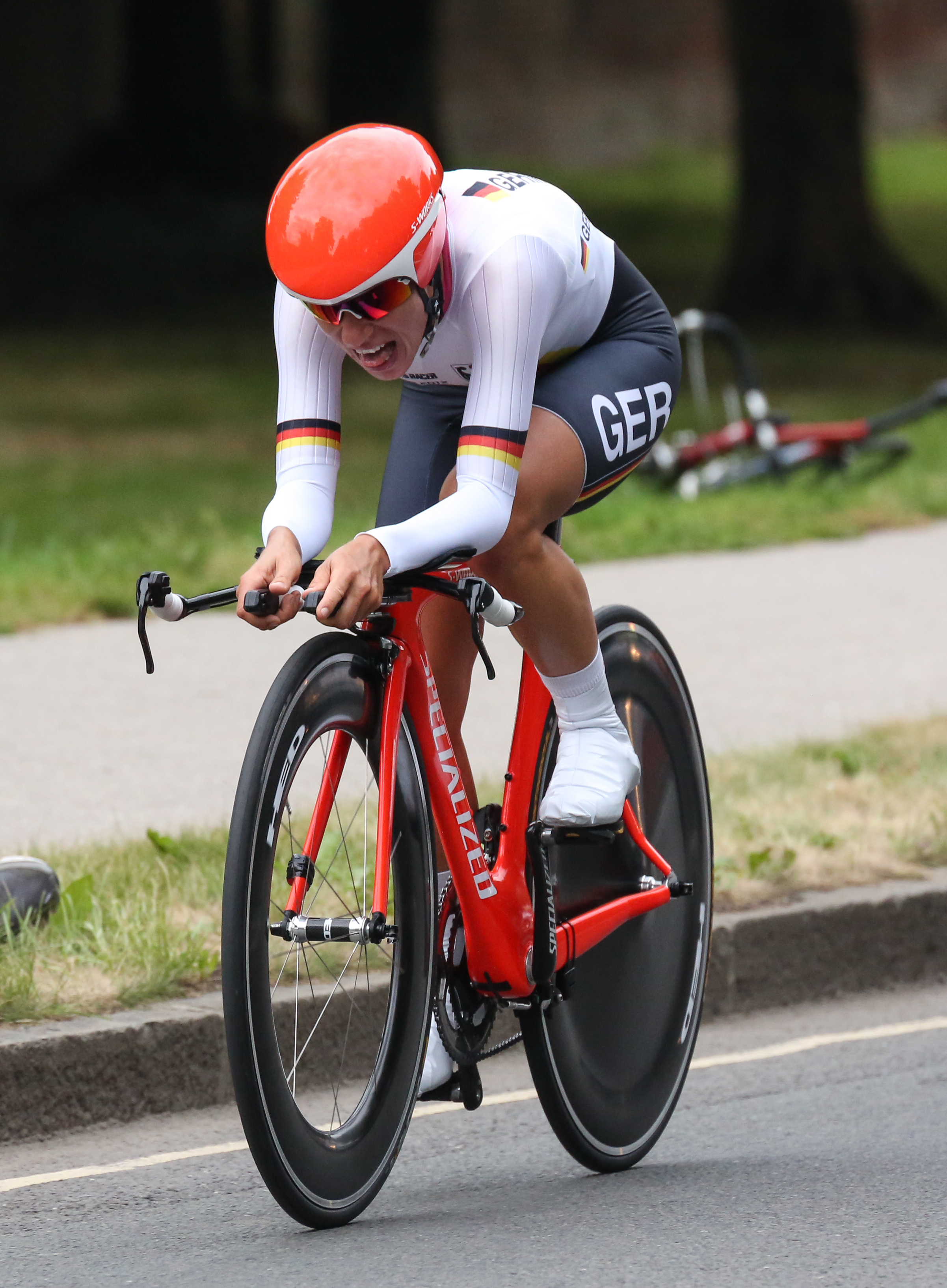
Trixi Worrack beim Einzelzeitfahren der Olympischen Sommerspiele 2012

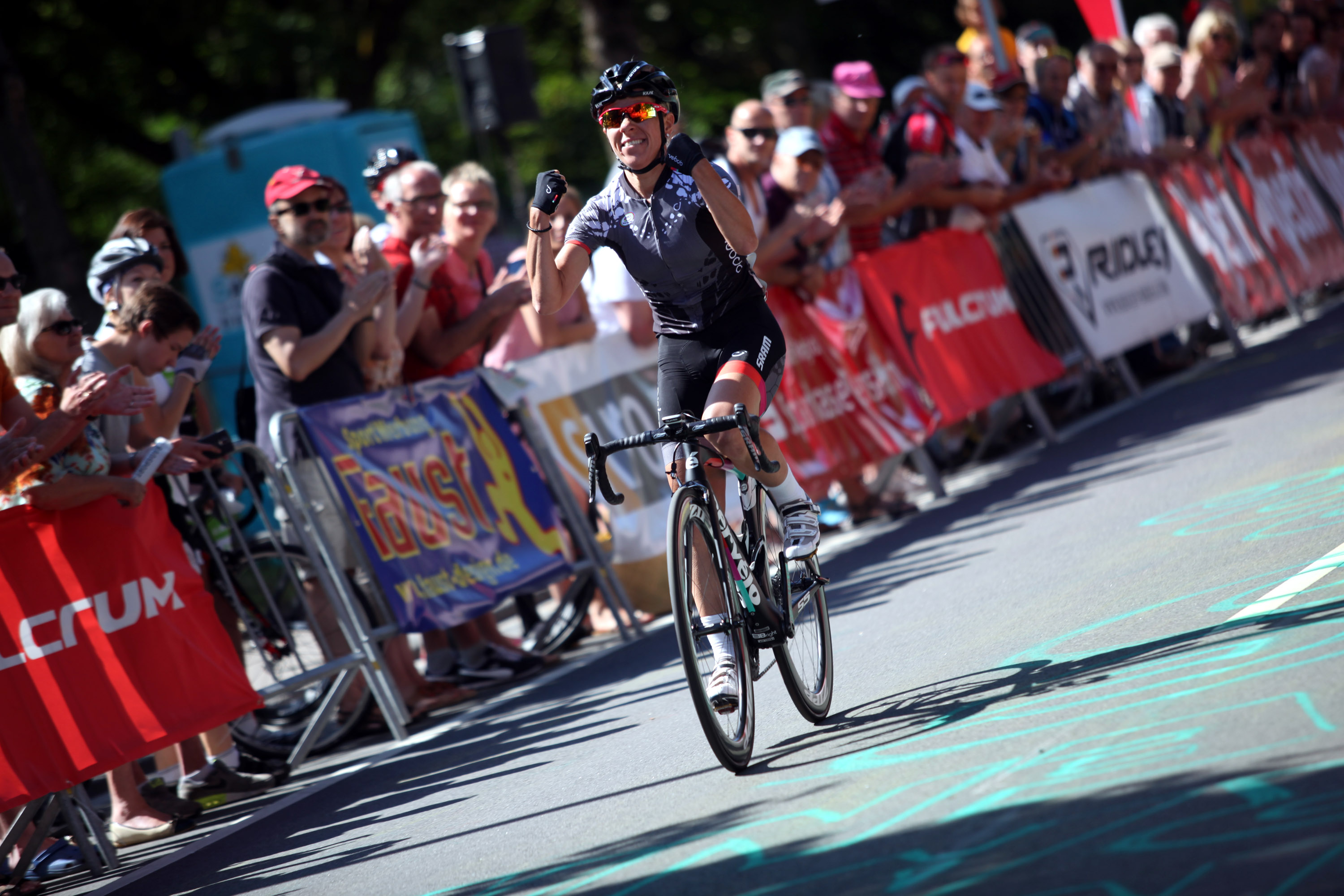
Trixi Worrack wird deutsche Meisterin im Straßenrennen (2015)

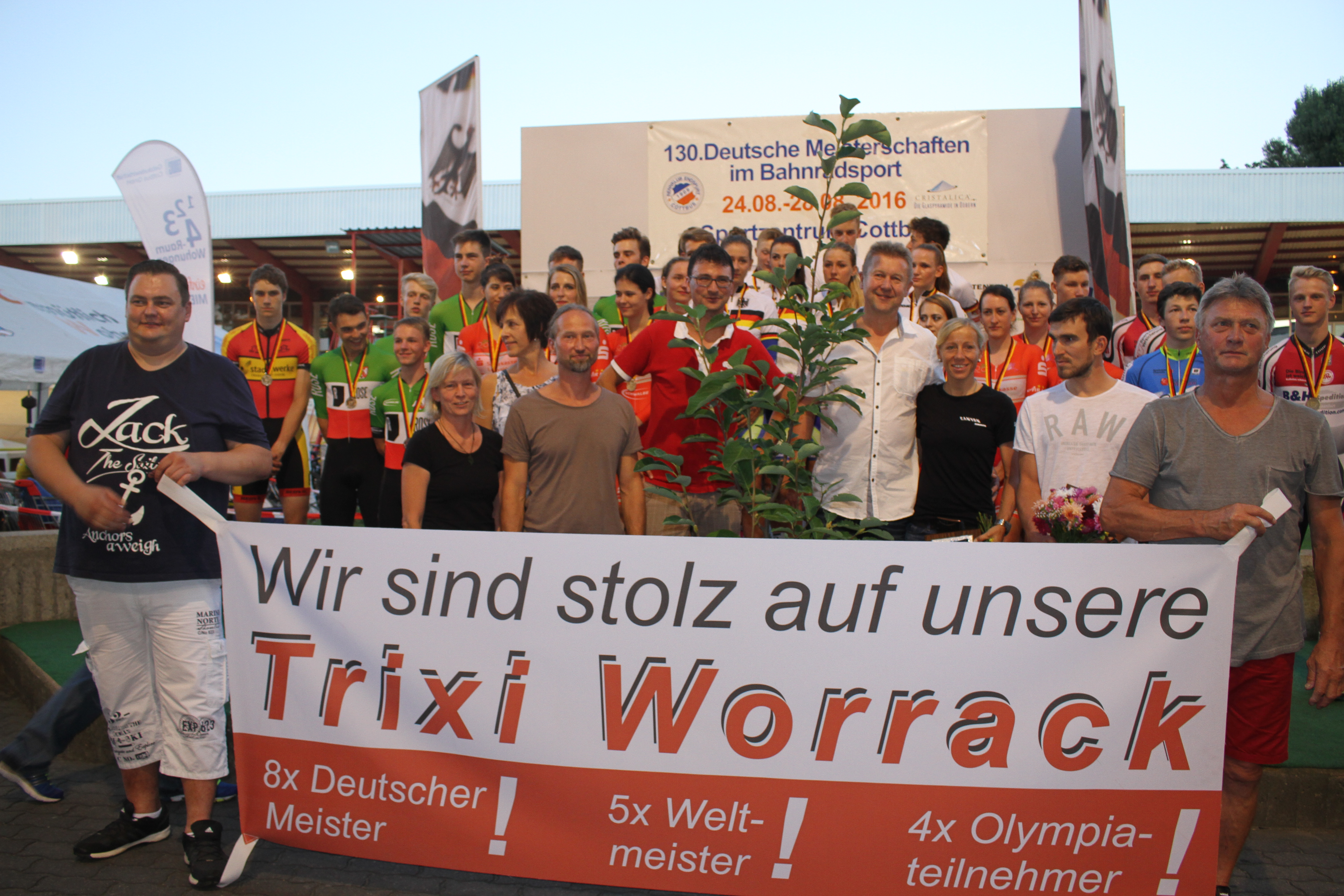
Ehrung von Worrack 2016 in Cottbus

Trixi Worrack (* 28. September 1981 in Cottbus) ist eine ehemalige deutsche Radrennfahrerin, die auf Straße, Bahn und bei Querfeldeinrennen aktiv war. Sie wurde sechs Mal Weltmeisterin und elf Mal deutsche Meisterin.

## Sportlicher Werdegang
Worrack wuchs in Dissen im Spreewald auf. Mit 14 Jahren begann sie, Radrennen zu bestreiten. Insgesamt wurde sie fünf Mal deutsche Junioren-Meisterin. Bei Juniorenweltmeisterschaften gewann sie je eine Gold-, Silber- und Bronzemedaille. Nach ihrer Juniorenzeit fuhr sie drei Jahre im Bundesliga-Team Red Bull und wechselte dann 2003 zur Equipe Nürnberger, welches im Jahr 2010 Noris Cycling hieß, 2011 zum Team AA Drink-leontien.nl und 2012 zum Team Specialized-lululemon, das aktuell Canyon SRAM Racing heißt.
Im Erwachsenenbereich erzielte Worrack zahlreiche internationale Erfolge. Sie gewann bedeutende Etappenrennen, wie z. B. die Tour de l’Aude, das prestigeträchtige Eintagesrennen Primavera Rosa (das Pendant des Radklassikers Mailand–Sanremo für Frauen) sowie den Giro della Toscana. Viermal – 2004, 2008, 2012 und 2016 – startete sie bei Olympischen Spielen; ihre beste Platzierung war der neunte Platz im Einzelzeitfahren bei den Spielen 2012 in London.
Bei den Straßenradsport-Weltmeisterschaften 2005 war sie als Anfahrerin maßgeblich am Erfolg ihrer Teamkameradin Regina Schleicher beteiligt und belegte selbst den zehnten Platz. Im Jahre 2006 wurde sie bei der Straßen-WM Vizeweltmeisterin im Sprint einer 15-köpfigen Spitzengruppe hinter Marianne Vos.
Insgesamt wurde Trixi Worrack fünf Mal Weltmeisterin im Mannschaftszeitfahren, zuletzt 2018, bei den Straßenweltmeisterschaften im österreichischen Innsbruck mit ihrem Team Canyon SRAM Racing.
Im März 2016 stürzte Worrack beim Trofeo Alfredo Binda schwer; bei einer Operation musste ihr eine Niere entfernt werden. In einem Interview zehn Tage nach der Operation erklärte sie, dass sie trotz dieses schweren Eingriffs plane, mit dem Radsport weiter zum machen. Am 11. Juni 2016 bestritt sie mit dem Albstadt-Frauen-Etappenrennen ihr erstes Rennen nach der Operation. Wenige Tage später gaben die Ärzte ihre Erlaubnis für einen Start von Worrack bei den Olympischen Spielen 2016 in Rio de Janeiro.
Ungeachtet der gesundheitlichen Beeinträchtigung errang Trixi Worrack Ende Juni 2017 den Titel der deutschen Meisterin im Einzelzeitfahren. Im Jahr darauf errang sie bei den Europameisterschaften die Bronzemedaille im Zeitfahren und wurde zum fünften Mal Weltmeisterin im Mannschaftszeitfahren. 2021 gewann sie mit ihrem Team von Trek-Segafredo das Mannschaftszeitfahren beim schwedischen Rennen Open de Suède Vårgårda. Ende der Saison 2021 beendete sie ihre aktive Radsportlaufbahn.

## Berufliches und Privates
Seit 2022 arbeitet Trixi Worrack als Trainerin für den Thüringer Radsport-Verband. Im Oktober des Jahres absolvierte sie erfolgreich ihre Ausbildung zum DOSB-Trainer A Leistungssport. Zur Saison 2024 wurde sie gemeinsam mit Stephanie Gaumnitz Sportliche Leiterin des neu gegründeten Frauenteams von LKT Team Brandenburg. Zum 1. Mai 2025 wurde sie Bundestrainerin Ausdauer Juniorinnen von German Cycling.
Worrack ist verheiratet; im Sommer 2021 wurden sie und ihre Partnerin Eltern.

## Palmarès
1998
- Weltmeisterschaften Einzelzeitfahren Juniorinnen

1999
- Weltmeisterschaften Straßenrennen Juniorinnen
- Weltmeisterschaften Zeitfahren Juniorinnen

2001
- eine Etappe Women’s Challenge

2002
- U23-Europameisterschaften Straßenrennen

2003
- Deutsche Meisterin – Straßenrennen

2004
- Giro della Toscana
- Tour de l’Aude
- Tour de Feminin – Krásná Lípa
- eine Etappe Gracia Orlová
- eine Etappe Holland Ladies Tour
- eine Etappe Tour de l’Aude

2005
- LuK Challenge (mit Judith Arndt)
- Primavera Rosa
- zwei Etappen Emakumeen Bira
- Deutsche Meisterin – Bergmeisterschaft

2006
- Weltmeisterschaften – Straßenrennen

2007
- eine Etappe Tour de l’Aude
- eine Etappe Internationale Thüringen-Rundfahrt der Frauen

2008
- Deutsche Meisterin – Punktefahren
- Deutsche Meisterin – Bergmeisterschaft
- eine Etappe Internationale Thüringen-Rundfahrt der Frauen
- eine Etappe Holland Ladies Tour

2009
- eine Etappe Giro d’Italia Femminile
- eine Etappe Tour de l’Aude
- Deutsche Meisterin – Zeitfahren
- Deutsche Meisterin – Bergmeisterschaft

2010
- Gesamtwertung und fünf Etappen Tour de Feminin – Krásná Lípa

2011
- Giro della Toscana

2012
- Weltmeisterin – Mannschaftszeitfahren (mit Charlotte Becker, Amber Neben, Evelyn Stevens, Ina-Yoko Teutenberg und Ellen van Dijk)
- zwei Etappen Internationale Thüringen-Rundfahrt der Frauen
- eine Etappe Ladies Tour of Qatar
- Open de Suède Vårgårda – Mannschaftszeitfahren
- eine Etappe Holland Ladies Tour – Mannschaftszeitfahren

2013
- Straßenradsport-Weltmeisterschaften 2013 – Mannschaftszeitfahren (mit Lisa Brennauer, Katie Colclough, Carmen Small-McNellis, Evelyn Stevens und Ellen van Dijk)
- Open de Suède Vårgårda – Mannschaftszeitfahren
- eine Etappe Lotto Belgium Tour – Mannschaftszeitfahren
- eine Etappe Holland Ladies Tour – Mannschaftszeitfahren
- Deutsche Meisterin – Querfeldeinrennen
- Deutsche Meisterin – Straßenrennen

2014
- Weltmeisterin – Mannschaftszeitfahren (mit Chantal Blaak, Lisa Brennauer, Karol-Ann Canuel, Carmen Small-McNellis und Evelyn Stevens)
- eine Etappe Energiewacht Tour – Mannschaftszeitfahren
- Open de Suède Vårgårda – Mannschaftszeitfahren

2015
- Weltmeisterin – Mannschaftszeitfahren (mit Alena Amjaljussik, Lisa Brennauer, Karol-Ann Canuel, Barbara Guarischi und Mieke Kröger)
- Kalifornien-Rundfahrt
- eine Etappe Energiewacht Tour – Mannschaftszeitfahren
- Deutsche Meisterin – Straßenrennen

2016
- Ladies Tour of Qatar
- Deutsche Meisterin – Einzelzeitfahren

2017
- Deutscher Meister – Einzelzeitfahren

2018
- eine Halbetappe BeNe Ladies Tour
- Europameisterschaft – Einzelzeitfahren
- Weltmeisterin – Mannschaftszeitfahren (mit Alena Amjaljussik, Alice Barnes, Hannah Barnes, Elena Cecchini und Lisa Klein)

2019
- Open de Suède Vårgårda – Mannschaftszeitfahren

## Straßenweltmeisterschafts-Platzierungen
| Weltmeisterschaft        | 2000 | 2001 | 2002 | 2003 | 2004 | 2005 | 2006 | 2007 | 2008 | 2009 | 2010 | 2011 | 2012 | 2013 | 2014 | 2015 | 2016 | 2017 | 2018 | 2019 | 2020 |
| ------------------------ | ---- | ---- | ---- | ---- | ---- | ---- | ---- | ---- | ---- | ---- | ---- | ---- | ---- | ---- | ---- | ---- | ---- | ---- | ---- | ---- | ---- |
| StraßenrennenStraße      | 31   | 17   | DNF  | 16   | 4    | 10   | 2    | 18   | 5    | 29   | 7    | 64   | 57   | 20   | 32   | 12   | 73   | 52   | DNF  | –    | DNF  |
| EinzelzeitfahrenEZF      | –    | –    | –    | –    | 13   | 36   | 9    | –    | –    | 12   | –    | –    | 8    | 5    | 10   | 10   | 7    | 17   | 15   | –    | –    |
| MannschaftszeitfahrenMZF | –    | –    | –    | –    | –    | –    | –    | –    | –    | –    | –    | –    | 1    | 1    | 1    | 1    | 2    | 4    | 1    | –    | –    |